# Lunca Bârsei
Lunca Bârsei este un sit de importanță comunitară (SCI) desemnat în scopul protejării biodiversității și menținerii într-o stare de conservare favorabilă a florei spontane și faunei sălbatice, precum și a unor habitate naturale de interes comunitar aflate în arealul zonei protejate. Acesta este situat în partea centrală a României, pe teritoriul județului Brașov.

## Localizare
Aria naturală se află în partea sud-estică a județului Brașov, pe cursul superior al râului Bârsa, pe teritoriile administrative ale orașelor Codlea și Ghimbav.

## Înființare
Zona a fost declarată sit de importanță comunitară prin Ordinul Ministerului Mediului și Dezvoltării Durabile Nr.46 din 2016 (privind instituirea regimului de arie naturală protejată a siturilor de importanță comunitară, ca parte integrantă a rețelei ecologice europene Natura 2000 în România) și se întinde pe o suprafață de 54,90 hectare.

## Biodiversitate
Situl reprezintă o zonă (încadrată în bioregiune continentală) cu ape curgătoare, lacuri, bălți; ce adăpostește faună diversă și conservă un habitat natural de tip: Păduri aluviale de Alnus glutinosa și Fraxinus excelsior (Alno-Padion, Alnion incanae, Salicion albae) (cod 91E0). La baza desemnării acestuia se află mai multe specii (mamifere, pești, amfibieni) enumerate în anexa I-a a Directivei Consiliului European 92/43/CE din 22 mai 1992 (privind conservarea habitatelor naturale și a speciilor de faună și floră sălbatică) sau aflate pe Lista roșie a IUCN; printre care: brebul (Castor fiber), vidra de râu (Lutra lutra), mreana pătată (Barbus petenyi), zglăvoaca (Cottus gobio), broasca verde (Rana esculenta), broasca mare de lac (Pelophylax ridibundus), ivorașul-cu-burta-galbenă (Bombina variegata) și tritonul comun transilvănean (Triturus vulgaris ampelensis).

## Căi de acces
- Drumul european E68, pe ruta: Brașov - Codlea.

## Monumente și atracții turistice
În vecinătatea rezervației naturale se află câteva obiective de interes istoric, cultural și turistic; astfel:
- Biserica Evanghelică-Luterană din Codlea, monument istoric de factură romanică (secolul al XIII-lea).
- Ansamblul bisericii evanghelice fortificate din Ghimbav, monument istoric de secol XIII.
- Biserica „Sf. Treime” din Ghimbav, construcție 1780, monument istoric.
- Muzeul Tradițiilor Codlene